# 容姓
容姓在中国并不是一个常见的姓氏，但也是中国较为古老的姓氏之一。在《百家姓》中排第336位。

## 分布
广东省化州市长岐镇
广西壮族自治区河池市金城江区长老乡、河池镇、东江镇

## 延伸阅读
[在维基数据编辑]
 《百家姓》
 《欽定古今圖書集成·明倫彙編·氏族典·容姓部》，出自陈梦雷《古今圖書集成》